# Григорий Пакуриан
Григорий Пакуриан (Григорий Бакуриани, греч. Γρηγοριος Παχουράνος; груз. გრიგოლ ბაკურიანის-ძე,  Գրիգոր Պակուրյան) — византийский политический деятель и военачальник. Основатель грузинского монастыря Петрицони (в настоящее время монастырь Бачково в Болгарии).

## Происхождение
Этническая принадлежность Григория является спорным вопросом в современной исторической науке. Одни источники считают его грузином, другие указывают на армяно-халкидонитское или смешанное армяно-грузинское происхождение, обусловленное происхождением из армянского рода рода, картвелизировавшегося как минимум за одно-два поколения до Григория.
Происхождение Григория упоминается в его типиконе. В типиконе Григорий обращается к своим «отцам и братьям», то есть грузинским войскам, которые следовали за ним на протяжении всей его карьеры. Из типикона видно что сам Григорий сохранял сильное чувство своей грузинской идентичности. Он заявлял, что принадлежит к «блестящему грузинскому роду» и настоял, чтобы его монахи знали грузинский язык. Таким образом он, как и другие представители элиты из области Тао, считал Грузию своей родиной и стремился к ее духовному, культурному и политическому процветанию.
Согласно «Оксфордскому словарю Византии» типик написан на греческом, грузинском и армянском языках, согласно Большой российской энциклопедии: «важным памятником является устав (типик) этого монастыря (написан на греч., груз. и предположительно арм. языках)». Учитывая существование армянской версии Типикона, Н. Я. Марр пришел к выводу, что Григорий называл себя грузином, поскольку придерживался Православия, т. е. «грузинского вероисповедания». Хотя существует мнение что, дошедшая копия XIII в. греческого текста Типикона была искажена и переделана, в ней появились поздние вставки об армянской версии Типикона и о подписи Григория армянскими буквами. Другой автор, поддержавший концепцию армяно-халкедонского происхождения Григория является В. А. Арутюнова-Фиданян. Согласно В. Джобадзе, в качестве основного аргумента в пользу этого В. Арутюнова-Фиданян цитирует греческую редакцию типикона и многократно ссылается на Н. Марра, что, по другой версии, является неактуальным, поскольку Н. Марр сформуриловал эту гипотезу около восьмидесяти лет назад, когда грузинский вариант типикона был ещё неизвестен.
Согласно Н. Алексидзе единственным источником, который указывает его армянское происхождение является Анна Комнина, которой было всего три года, когда умер Григорий. Этнические идентификации Комнины не всегда были точнымиШаблон:Требуется источник. По В. Джобадзе, правление Григория в этнически смешанных восточных провинциях, включая Армению, могло вызвать путаницу. Его принадлежность к «грузинскому роду», подтверждается армянским историком Маттеосом Урхаеци. Согласно В. П. Степаненко, В. Арутюнова-Фиданян, с целью доказать армянское происхождение Григория, была вынуждена опровергнуть сообщение Маттеоса Урхаеци и заявить, что хронист имел в виду религиозную принадлежность а не этническую. В этом вопросе, А. П. Каждан заявил, что он не стал бы так смело трактовать слово «племя, народность» в значении «вероисповедальная принадлежность».

Фема «Ивирия» (Iberia) в Византийской империи в 1025 г.

## Биография
Семья Григория впервые упоминается в армии Давида III Куропалата в 988 году. Он родился в Византии в регионе под названием Тао (ставшем частью Византии с 1001 года), был сыном Алуза и внуком Пакуриана из фемы Ивирии (с 1046 г. иногда «Ивирия и Ани»). Дата рождения Григория неизвестна, но её можно отнести к 20-м годам XI века. Он рано потерял отца и наследство, поскольку его мать отдала все состояние семьи в приданое дочерям. Григорию и его брату Апасию пришлось заново завоевывать положение и состояние. Оба брата поступили на службу Византии. Григорий очень чётко определяет свою деятельность как «добывание средств для жизни… пролитием своей крови».
Член византийской армии начиная с 1060, он подвизался в фемах Ивирии, Сирии и на Балканском полуострове. К 1064 Григорий достиг значительного положения в среде византийской военной аристократии, но потерпел неудачу, защищая город Ани против Алп-Арслана (лидера сельджуков), грузинского Баграта IV и албанского царя Гориджана/ В 1074 году Григорий ушел с поста главнокомандующего имперскими войсками на востоке и передал земли (Теодосиополь, Олти, Карс, Вананд, Карнипори и часть Тао) царю Грузии Георгию II. Территория была полностью очищена от турецких отрядов до 1075 года.

Он служил под началом Михаила VII Дуки (Парапинак) (1071—1078) и Никифора III Вотаниата (1078—1081) на восточных и западных границах империи. Позже, он был замешан в военном государственном перевороте Алексия I Комнина против императора Никифора III. В признание его хорошей и верной службы, новый император Алексей I Комнин, удостоил его звания «Севаста и Великого Доместика Запада» (генералиссимуса) западных армий империи и титул севастос с обширными владениями на Балканах. В материальном плане, он его одарил многочисленными имениями на Балканах.

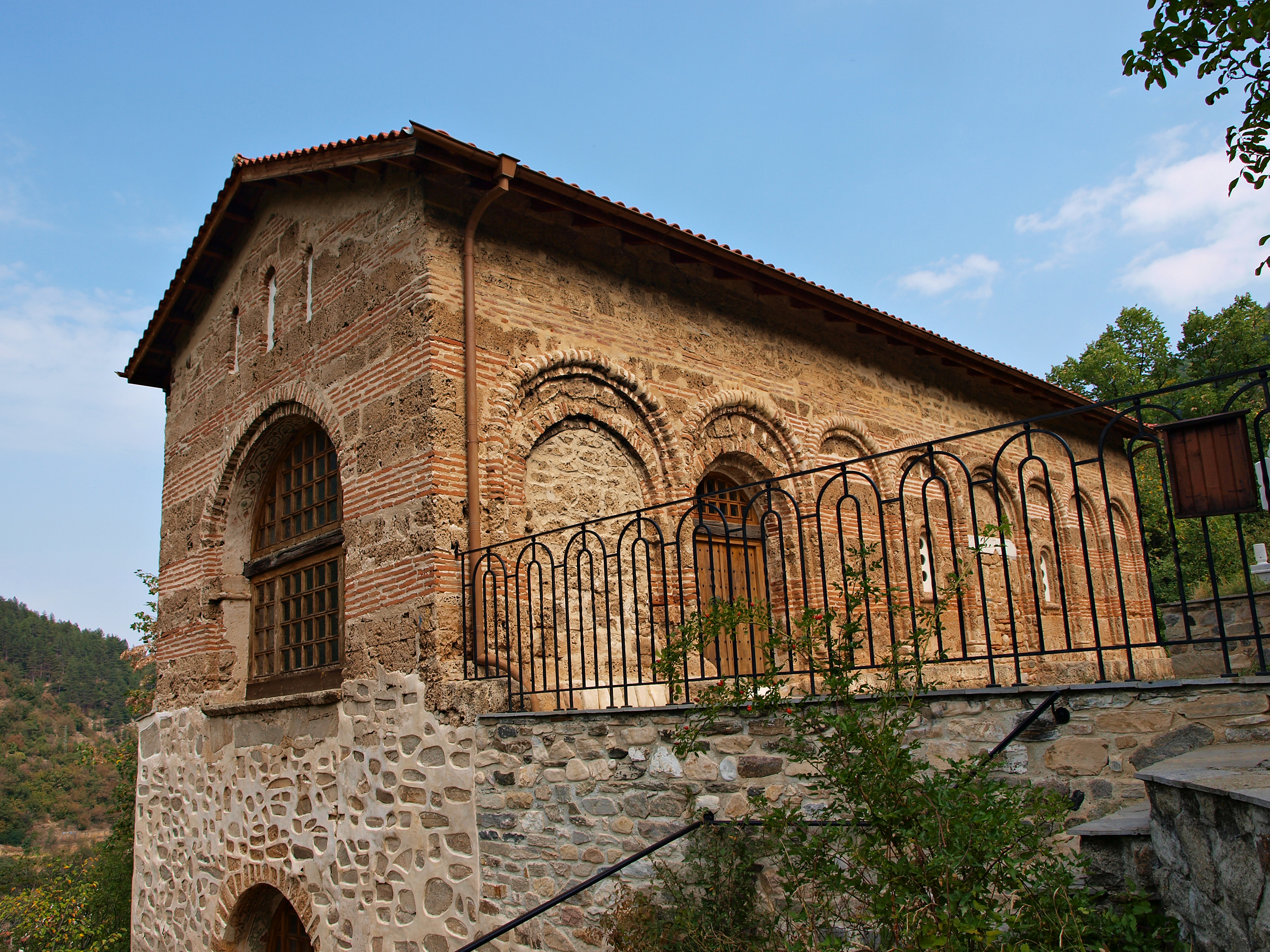
Склеп Бачковского монастыря, в котором размещаются останки Григория Пакуриана.

Выполняя свои новые военные функции, Григорий, возглавил с 1081 левый фланг византийской армии против норманнов в Дурресе. Год спустя, в 1082, он изгнал последних из Моглена, сегодня в Греции. Несколькими годами позже он пал в бою с печенегами во время сражения в местности Белятово на севере Филипополиса (сегодня, Пловдив в Болгарии), в 1086. Григорий и его брат Абас похоронены в склепе монастыря Бачково.

## Меценатство
Григорий Пакуриан поддерживал грузинские монастыри на Святой Земле и в Византийской империи, делая значительные пожертвования грузинскому монастырю Ивирон на горе Афон и основав грузинский монастырь Петрицони (сегодня Бачковский монастырь), населенный ивирами и написал его типик.